# 近藤圭都
近藤 圭都（こんどう けいと、1984年7月3日 - ）は、愛知県出身のファッションモデル。所属事務所はFLOS。以前はセントラルジャパンに所属していた。

## 略歴
- 光ヶ丘女子高等学校を卒業後、南山大学に入学。在学時からモデルとして活動を始める。2008年に東京へ移住[3]。
- 2012年5月20日、自身のブログで入籍を発表[4]。ヘアメイクアーティストの松村美香によると、相手は地元在住時からの親友とのこと[5]。
- 趣味：旅行、乗馬
- 特技：英会話
- 資格：ジュニア・ベジタブル＆フルーツマイスター（野菜ソムリエ）、オーガニックコンシェルジュ
- 高校時代はニュージーランドに留学したことがある[1][6]。

## 活動

### CM
- ロート製薬 メンソレータム「ボディーベール うるおいアロマ」
- FITHOUSE
- 花王「エッセンシャル ダメージケア」
- ドギーマン
- 東京ディズニーシー ディズニー・ア・ラ・カルト

### 広告
- 千趣会
- ANA「セントレア 1st Anniversary My 1st Brand ANA」
- パナソニック モバイルコミュニケーションズ
- 近畿日本ツーリスト
- ラグーナ蒲郡
- NTT DoCoMo東海
- ミスタードーナツ

### 雑誌
- JJ専属モデル（2005年～2006年）[1]
- ゼクシィ
- MORE専属モデル （2008年11月～）